# Марк Виндий Вер
Марк Виндий Вер (на латински: Marcus Vindius Verus) e политик и сенатор на Римската империя през 2 век.
През 138 г. той е суфектконсул заедно с Публий Пактумей Клемент.